# Ролла (Міссурі)
Ролла (англ. Rolla) — місто (англ. city) в США, в окрузі Фелпс штату Міссурі, за 170 кілометрів від Сент-Луїса і 100 кілометрів від столиці штату Джефферсон-Сіті. Населення — 19 943 особи (2020).
У місті розташований кампус Університету Науки та Технологій Міссурі, в якому проходять навчання понад 7500 студентів.

## Географія
Ролла розташована за координатами 37°56′45″ пн. ш. 91°45′40″ зх. д. / 37.94583° пн. ш. 91.76111° зх. д. (37.945940, -91.761202).  За даними Бюро перепису населення США в 2010 році місто мало площу 30,70 км², з яких 30,65 км² — суходіл та 0,05 км² — водойми.

### Клімат
Клімат Ролли близький до субтропічного океанічному клімату, а також до поміркованому внутрішньоконтинентального.
| Клімат : Ролла          | Клімат : Ролла | Клімат : Ролла | Клімат : Ролла | Клімат : Ролла | Клімат : Ролла | Клімат : Ролла | Клімат : Ролла | Клімат : Ролла | Клімат : Ролла | Клімат : Ролла | Клімат : Ролла | Клімат : Ролла | Клімат : Ролла |
| Показник                | Січ.           | Лют.           | Бер.           | Квіт.          | Трав.          | Черв.          | Лип.           | Серп.          | Вер.           | Жовт.          | Лист.          | Груд.          | Рік            |
| Абсолютний максимум, °C | 25,6           | 27,2           | 32,8           | 33,9           | 37,2           | 40,6           | 45,0           | 42,2           | 40,0           | 34,4           | 29,4           | 26,1           | 45,0           |
| Середній максимум, °C   | 4,4            | 7,8            | 13,3           | 19,4           | 23,9           | 28,9           | 31,7           | 31,1           | 26,7           | 20,6           | 13,3           | 6,1            | 19,0           |
| Середній мінімум, °C    | −6,1           | −3,9           | 1,1            | 6,7            | 12,8           | 17,8           | 20,0           | 19,4           | 13,9           | 7,8            | 2,2            | −3,9           | 7,4            |
| Абсолютний мінімум, °C  | −29,4          | −25,6          | −19,4          | −10,6          | −0,6           | 5,0            | 9,4            | 7,2            | 0,0            | −7,2           | −16,1          | −28,3          | −28,3          |
| Норма опадів, мм        | 65             | 67             | 99             | 112            | 140            | 123            | 121            | 104            | 109            | 93             | 111            | 84             | 1227           |
| ----------------------- | -------------- | -------------- | -------------- | -------------- | -------------- | -------------- | -------------- | -------------- | -------------- | -------------- | -------------- | -------------- | -------------- |
| Джерело:                |                |                |                |                |                |                |                |                |                |                |                |                |                |

## Демографія
Згідно з переписом 2010 року, у місті мешкало 19 559 осіб у 7574 домогосподарствах у складі 3765 родин. Густота населення становила 637 осіб/км².  Було 8339 помешкань (272/км²).
Расовий склад населення:
| - 86,7 % — білих - 5,7 % — азіатів - 4,1 % — чорних або афроамериканців - 0,4 % — корінних американців - 0,1 % — вихідців з тихоокеанських островів |

До двох чи більше рас належало 2,6 %. Частка іспаномовних становила 2,6 % від усіх жителів.
За віковим діапазоном населення розподілялося таким чином: 18,2 % — особи молодші 18 років, 70,2 % — особи у віці 18—64 років, 11,6 % — особи у віці 65 років та старші. Медіана віку мешканця становила 26,2 року. На 100 осіб жіночої статі у місті припадало 122,2 чоловіків;  на 100 жінок у віці від 18 років та старших — 126,2 чоловіків також старших 18 років.
Середній дохід на одне домашнє господарство  становив 46 118 доларів США (медіана — 35 819), а середній дохід на одну сім'ю — 62 452 долари (медіана — 51 545). Медіана доходів становила 40 007 доларів для чоловіків та 31 437 доларів для жінок. За межею бідності перебувало 24,4 % осіб, у тому числі 22,2 % дітей у віці до 18 років та 10,9 % осіб у віці 65 років та старших.
Цивільне працевлаштоване населення становило 8091 осіб. Основні галузі зайнятості: освіта, охорона здоров'я та соціальна допомога — 39,7 %, мистецтво, розваги та відпочинок — 14,0 %, роздрібна торгівля — 13,7 %.

## Міста-побратими
- — Зондерсхаузен, Німеччина